# Teleutias nigrotarsatus
Teleutias nigrotarsatus är en insektsart som beskrevs av Brunner von Wattenwyl 1895. Teleutias nigrotarsatus ingår i släktet Teleutias och familjen vårtbitare. Inga underarter finns listade i Catalogue of Life.